# 1. Amateurliga Südwest 1959/60
Die 1. Fußball-Amateurliga Südwest 1959/60 war die 8. Saison der drittklassigen 1. Amateurliga im regionalen Männerfußball des südlichen Teils des Landes Rheinland-Pfalz und ein Vorgänger der Fußball-Verbandsliga Südwest. Die 1. Amateurliga Südwest wurde 1952 aus einer Zusammenlegung der Amateurligen Rheinhessen, Westpfalz und Vorderpfalz gebildet und existierte bis zur Saison 1977/78 als dritthöchste Liga. Nach Einführung der Oberliga Südwest 1978 als höchste Amateurspielklasse wurde die Spielklasse in „Verbandsliga Südwest“ umbenannt und war ab diesem Zeitpunkt nur noch viertklassig.

## Abschlusstabelle
Die Meisterschaft gewannen die Amateure des 1. FC Kaiserslautern. Da diese nicht aufstiegsberechtigt waren, durfte der FSV Schifferstadt als Vizemeister an der Aufstiegsrunde zur II. Division Südwest teilnehmen und konnte sich für den Aufstieg qualifizieren. Da die Aufstiegsrunde auch die südwestdeutsche Amateurmeisterschaft war nahm Meister Kaiserslautern an den Spielen teil. Die Spiele mit Kaiserslauterer Beteiligung wurden zur Ermittlung der Aufsteiger nicht berücksichtigt. Kaiserslautern gewann diese Runde und nahm als südwestdeutscher Amateurmeister an der deutschen Fußball-Amateurmeisterschaft teil, wo man im Halbfinale am westdeutschen Titelträger BV Osterfeld mit 0:2 scheiterte.
Der VfL Iggelheim und der SC West Kaiserslautern mussten in die 2. Amateurliga absteigen. Für die nachfolgende Saison 1960/61 kamen aus den 2. Amateurligen als Aufsteiger SC Hauenstein und FVgg Mombach sowie Absteiger ASV Landau aus der II. Division.
| Pl. | Verein                     | Sp. | Tore  | Punkte |
| --- | -------------------------- | --- | ----- | ------ |
| 01. | 1. FC Kaiserslautern Amat. | 30  | 67:34 | 39:21  |
| 02. | FSV Schifferstadt          | 30  | 62:31 | 39:21  |
| 03. | SpVgg Mundenheim           | 30  | 65:38 | 39:21  |
| 04. | VfR Kirn (A)               | 30  | 73:43 | 36:24  |
| 05. | Phönix Bellheim            | 30  | 64:50 | 35:25  |
| 06. | SpVgg 08 Oberstein         | 30  | 50:55 | 33.27  |
| 07. | SG 05 Pirmasens            | 30  | 53:59 | 32:28  |
| 08. | VfR Baumholder             | 30  | 73:61 | 31:29  |
| 09. | FC Dahn (N)                | 30  | 52:52 | 29:31  |
| 10. | 1. FC Sobernheim           | 30  | 45:51 | 29:31  |
| 11. | Alemannia Worms            | 30  | 56:61 | 27:33  |
| 12. | FSV Oggersheim (N)         | 30  | 46:52 | 27:33  |
| 13. | VfR Friesenheim            | 30  | 44:61 | 27:33  |
| 14. | VfL Neustadt               | 30  | 48:54 | 26:34  |
| 15. | VfL Iggelheim              | 30  | 42:89 | 17:43  |
| 16. | SC West Kaiserslautern     | 30  | 34:83 | 14:46  |

| (A) | Absteiger aus der II. Division Südwest 1958/59 |
| (N) | Aufsteiger aus den 2. Amateurligen 1958/59     |